# Pernille Svarre
Pernille Svarre (født 19. november 1961) er en dansk moderne femkæmper. I sin karriere har hun vundet 12 danske mesterskaber samt en række nordiske mesterskaber. Hun har yderligere vundet DM-titler i fægtning, cross og triatlon. Hun deltog i Ironman på Hawaii 1987 og 1988. Hun blev nummer tre ved EM i triatlon 1988.
Hun repræsenterede Danmark i 4 forskellige sportsgrene i 90erne. Moderne Femkamp, Triatlon, fægtning og Cross Country løb.
Svarre var tidligere gift med trespringeren Gjerlev Laursen. Sammen har de datteren Frederikke Svarre (født 1997), som er en talentfuld tennisspiller.
I dag har Svarre sin egen virksomhed som sælger træning, Teambuilding og aktiv rejser til private og virksomheder.

## Titler
Moderne femkamp
- Dansk mester: 1980, 1981, 1982, 1984, 1985, 1986, 1993, 1997, 1998, 2000, 2001, 2014[2]
- Verdensmester: 2000

Fægtning
- Dansk mester -kårde: 2000, 2002

Cross
- Dansk mester -8km: 1998

Triatlon
- Dansk mester -mellemdistance (1,9-90-21): 1987